# پیگرد جنایتکاران جنگی عثمانی
پس از جنگ جهانی اول، تلاش برای محاکمه جنایتکاران جنگی عثمانی توسط کنفرانس صلح پاریس (۱۹۱۹) آغاز شد و در پایان در معاهده سور (۱۹۲۰) با امپراتوری عثمانی گنجانده شد. دولت عثمانی مجموعه‌ای از دادگاه‌های نظامی را در سال ۱۹۱۹–۱۹۲۰ برای محاکمه جنایتکاران جنگی تشکیل داد، اما به دلیل فشارهای سیاسی این دادگاه‌ها شکست خوردند. تلاش دولت متفقین که قسطنطنیه را اشغال کرده بود، در برپایی یک دادگاه بین‌المللی در مالت برای محاکمهٔ به اصطلاح تبعیدی‌های مالت (جنایتکاران جنگ عثمانی که توسط نیروهای انگلیسی در مالت به عنوان اسیر نگهداری می‌شدند) ناموفق بود. در پایان، هیچ دادگاهی در مالت برگزار نشد.
تانر آکچام بیان می‌کند که حمایت از جنایتکاران جنگی در برابر پیگرد قانونی به اولویت اصلی نهضت ملی ترکیه تبدیل شده بود. به گفتهٔ قاضی دادگاه حقوق بشر اروپا جیووانی بونللو تعلیق پیگرد، بازگرداندن و آزادی بازداشت‌شدگان ترکیه‌ای نشان‌دهندهٔ عدم وجود یک چارچوب قانونی مناسب با صلاحیت قضایی فراملی بود، زیرا پس از جنگ جهانی اول هیچ هنجار بین‌المللی برای تنظیم جنگ جنایات وجود داشته‌است. آزادی زندانیان ترکیه‌ای در ازای آزادی ۲۲ زندانی انگلیسی انجام شد.
از آنجایی که هیچ قانون بین‌المللی وجود نداشت تا جنایتکاران بر طبق آن محاکمه شوند، افرادی که این نسل‌کشی را ترتیب دادند، از پیگرد قانونی فرار کردند و به‌طور آزادانه به آلمان، ایتالیا و آسیای میانه سفر کردند. این امر منجر به تشکیل عملیات نمسیس شد، عملیاتی پنهانی که توسط ارمنی‌ها انجام شد و طی آن شخصیت‌های سیاسی و نظامی عثمانی که از پیگرد قانونی فرار کردند به دلیل نقش خود در نسل‌کشی ارامنه ترور شدند.